# Derrick Mensah
Derrick Mensah (28 maggio 1995) è un calciatore ghanese, centrocampista dello Slovan Velvary.

## Carriera

### Club

#### Tema Youth e Club Africain
Mensah ha cominciato la carriera in Ghana, militando nelle file del Tema Youth. Ha esordito in Premier League il 10 ottobre 2012, schierato titolare nel pareggio per 1-1 maturato in casa degli Hearts of Oak. Il 24 ottobre successivo è arrivata la prima rete nella massima divisione locale, nella vittoria per 2-0 sugli Ebusua Dwarfs. In quella stagione ha giocato 15 partite e ha messo a segno una rete. Il Tema Youth è retrocesso al termine dell'annata.
A seguito della retrocessione, il Tema Youth ha manifestato la volontà di cambiare tutti i suoi giocatori. Mensah è così passato ai tunisini del Club Africain. Ha poi lasciato la squadra senza disputare alcun incontro, dopo alcune speculazioni – poi smentite – riguardanti dei problemi al cuore e sul suo ingaggio.

#### Baník Ostrava
Successivamente all'addio al Club Africain, ha sostenuto un periodo di prova con l'Atlético Madrid, che non ha portato ad alcun contratto. Si è così aggregato ai cechi del Baník Ostrava, sempre in prova: ha affrontato delle difficoltà linguistiche che hanno messo a rischio il suo trasferimento, poi comunque concretizzatosi. Ha esordito nella 1. liga in data 2 marzo 2014, subentrando a Martin Foltýn nella sconfitta per 1-0 arrivata sul campo dello Jablonec. Rimasto in squadra dal gennaio 2014 al gennaio 2016, ha totalizzato 24 presenze nella massima divisione locale, a cui si sono aggiunte 2 partite nella coppa nazionale.

#### L'Haugesund ed il prestito al Karviná
Il 5 gennaio 2016, Mensah si è aggregato in prova ai norvegesi dell'Haugesund, militanti in Eliteserien. Il 20 gennaio, dopo aver impressionato positivamente lo staff, ha firmato un contratto triennale con il nuovo club. Ha esordito in Eliteserien in data 19 marzo, subentrando a Filip Kiss nella vittoria per 3-0 sull'Aalesund. Il 12 aprile successivo ha segnato la prima rete, nel corso della sfida vinta per 1-8 sul campo dello Stord, gara valida per il primo turno del Norgesmesterskapet. Mensah è rimasto in squadra fino al mese di giugno 2016, totalizzando 6 presenze tra tutte le competizioni, con una rete all'attivo.
Il 24 giugno 2016, l'Haugesund ha reso noto d'aver ceduto Mensah ai croati dell'Istria 1961 con la formula del prestito annuale. L'8 luglio, Mensah ha fatto ritorno all'Haugesund poiché l'Istria 1961 non garantiva la necessaria copertura economica per pagarne l'ingaggio. Giocatore e club si sono così impegnati per trovare un'altra soluzione similare. Il 2 settembre, Mensah è passato al Karviná in prestito con diritto di riscatto.

#### Aluminij
Il 26 gennaio 2017, l'Haugesund ha reso noto sul proprio sito internet d'aver ceduto Mensah a titolo definitivo all'Aluminij, compagine slovena militante in PrvaLiga.

### Nazionale
Mensah ha rappresentato il Ghana a livello Under-20, partecipando alla Coppa delle Nazioni Africane di categoria del 2013, competizione in cui la sua squadra ha raggiunto la finale, in cui è stata sconfitta dall'Egitto. In virtù di questo piazzamento, comunque, il Ghana Under-20 si è qualificato al mondiale 2013.

## Statistiche

### Presenze e reti nei club
Statistiche aggiornate al 23 gennaio 2018.
| Stagione             | Club                 | Campionato           | Campionato | Campionato | Coppe nazionali | Coppe nazionali | Coppe nazionali | Coppe continentali | Coppe continentali | Coppe continentali | Supercoppe | Supercoppe | Supercoppe | Totale | Totale |
| Stagione             | Club                 | Comp                 | Pres       | Reti       | Comp            | Pres            | Reti            | Comp               | Pres               | Reti               | Comp       | Pres       | Reti       | Pres   | Reti   |
| -------------------- | -------------------- | -------------------- | ---------- | ---------- | --------------- | --------------- | --------------- | ------------------ | ------------------ | ------------------ | ---------- | ---------- | ---------- | ------ | ------ |
| 2012-2013            | Tema Youth           | PL                   | 15         | 1          | FACup           | ?               | ?               | -                  | -                  | -                  | -          | -          | -          | 15+    | 1+     |
| 2013-gen. 2014       | Club Africain        | L1                   | ?          | ?          | CT+CdL          | ?               | ?               | -                  | -                  | -                  | -          | -          | -          | 0+     | 0+     |
| gen.-giu. 2014       | Baník Ostrava        | 1L                   | 2          | 0          | CRC             | -               | -               | -                  | -                  | -                  | -          | -          | -          | 2      | 0      |
| 2014-2015            | Baník Ostrava        | 1L                   | 18         | 0          | CRC             | 2               | 0               | -                  | -                  | -                  | -          | -          | -          | 20     | 0      |
| 2015-gen. 2016       | Baník Ostrava        | 1L                   | 4          | 0          | CRC             | 0               | 0               | -                  | -                  | -                  | -          | -          | -          | 4      | 0      |
| Totale Baník Ostrava | Totale Baník Ostrava | Totale Baník Ostrava | 24         | 0          |                 | 2               | 0               |                    | -                  | -                  |            | -          | -          | 26     | 0      |
| gen.-set. 2016       | Haugesund            | ES                   | 4          | 0          | CN              | 2               | 1               | -                  | -                  | -                  | -          | -          | -          | 6      | 1      |
| set.-dic. 2016       | Karviná              | 1L                   | 1          | 0          | CRC             | 1               | 0               | -                  | -                  | -                  | -          | -          | -          | 2      | 0      |
| gen.-giu. 2017       | Aluminij             | PL                   | 9          | 1          | CS              | 0               | 0               | -                  | -                  | -                  | -          | -          | -          | 9      | 1      |
| 2017-2018            | Aluminij             | PL                   | 11         | 0          | CS              | 2               | 0               | -                  | -                  | -                  | -          | -          | -          | 13     | 1      |
| Totale Aluminij      | Totale Aluminij      | Totale Aluminij      | 20         | 1          |                 | 2               | 0               |                    | -                  | -                  |            | -          | -          | 22     | 1      |
| Totale               | Totale               | Totale               | 64+        | 2+         |                 | 7+              | 1+              |                    | -                  | -                  |            | -          | -          | 71+    | 3+     |